# حسنويون

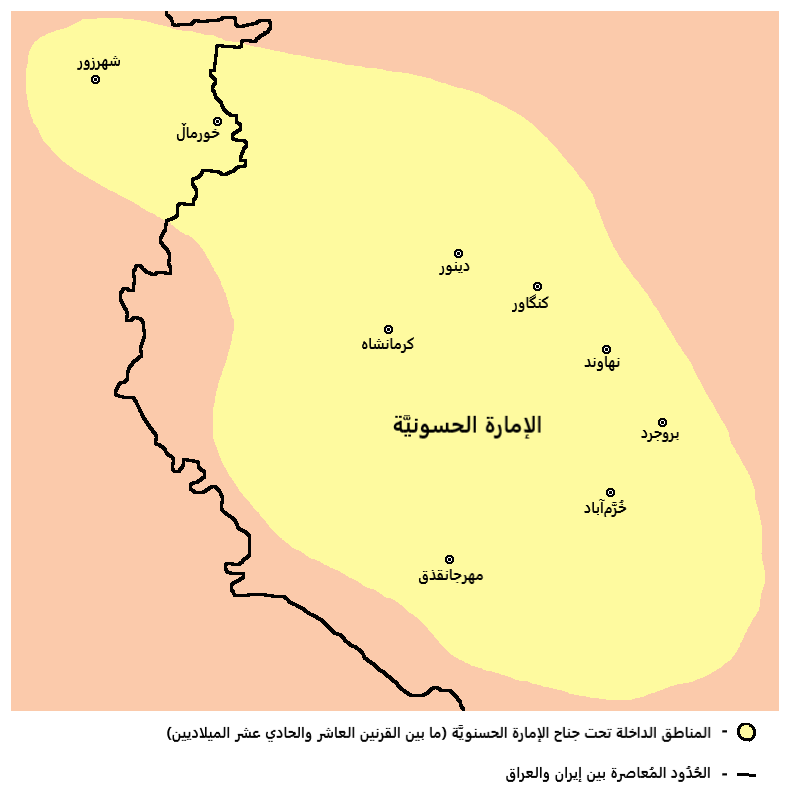
سلالة الحسنويه (القرنين العاشر والحادي عشر).

الحسنويون (بالكردية: Dewleta Hesnewiyan‏) كانوا أصحاب الإمارة الكردية التي عرفت بالإمارة الحسنوية (959 - 1015) التي كانت تحكم غرب إيران وشمال بلاد ما بين النهرين وكانت عاصمتها مدينة دينور الواقعة شمال شرق مدينة كرمنشاه الحالية في إيران. سميت الإمارة بالحسنوية نسبة إلى مؤسسها الأمير حسنويه بن حسين والذي كان رئيس قبيلة برزيكاني الكردية. تمكن حسنويه من تشكيل إمارته المستقلة بعد صراع طويل مع الحاكم البويهي لمدينة همدان صهلان بن مسافر. توفي حسنويه بن حسين عام 979 في قلعه‌ سرماج شمال اطلال بيستون الإيرانية.
بعد وفاة مؤسس الإمارة نشب صراع بين أبنائه حول من يخلف حسنويه وأدى هذا الخلاف إلى إضعاف الأمارة وفتح الباب على مصراعيه لتدخل البويهيين واستطاعوا ان يلحقوا الهزيمة بالقوات الموالية لأحد أبناء حسنويه وكان اسمه فخر الدولة وإضطر الابن الآخر، نصير الدولة، ان يتحالف مع البويهيين واستفاد نصير الدولة من هذا التحالف في توسيع حدود إمارته حتى وصل إلى نهاوند (إيران) وأسد آباد وأهواز وكرمنشاه (إيران) وكركوك (العراق)

## قائمة الأمراء
- حسنويه (961–979)
- بدر بن حسنويه (979–1014)
- ظاهر بن هلال بن بدر (1013–1014)
- هلال بن بدر (1014)
- ظاهر بن هلال بن بدر (1014–1015)